# Musée départemental de l'École publique (Vergné)
Pour l’article homonyme, voir Musée départemental de l'École publique (Chevregny).
Le musée départemental de l'École publique est un musée français situé dans le village de Vergné, petite commune rurale appartenant au canton de Loulay, dans le Nord-Est du département de la Charente-Maritime.

## Présentation et historique
Ce musée rural a été aménagé dans une ancienne école publique de la fin du XIXe siècle. Il se situe en dehors du petit bourg de Vergné, à proximité de la gare ferroviaire, sur la ligne de chemin de fer Saintes-Niort, en bordure de la route départementale Surgères-Aulnay-de-Saintonge. 
En 1993, la municipalité de Vergné décida de créer un musée de l'école primaire aménagé dans les locaux mêmes de l'école alors fermée en 1992. Le bâtiment de l'école publique  fut donc restauré entre 1992 et 1993 aux frais de la commune. L'aménagement de la salle de classe prend forme et le Musée de l'école publique ouvre ses portes au public en 1995. Une douzaine d'années plus tard, ce petit musée rural a atteint son rythme de croisière ; il accueille en moyenne 1 600 visiteurs par an, dont une grosse partie est constituée par des groupes scolaires.
Il fait dorénavant partie du paysage muséographique régional, étant cité sur la liste sélective des musées de la région Poitou-Charentes[réf. nécessaire]

## Collections
Ce petit musée municipal reconstitue à travers plus de trois mille cinq cents objets authentiques[réf. nécessaire] une salle de classe sous la Troisième République avec son mobilier et le matériel pédagogique. Le Musée de l'École Publique transporte les enfants, leurs parents ainsi que leurs grands-parents qui peuvent y découvrir une salle de classe reconstituée telle qu'il en existait dans les années 1920. 

## Vie du musée
Une animation annuelle devenue incontournable est l'organisation du "certificat d'études primaires" auquel participent environ une vingtaine de personnes.